# 沖縄県道198号根間地与那節線
沖縄県道198号根間地与那節線（おきなわけんどう198ごう ねまじよなぶしせん）は沖縄県宮古島市城辺長間根間地と城辺西里添与那節とを結ぶ一般県道。

## 概要

### 区間
- 起点：宮古島市城辺字長間根間地（沖縄県道78号平良城辺線）
- 終点：宮古島市城辺字西里添与那節（国道390号）
- 総延長：4.67km（実延長も同じ）

### 通過自治体
- 宮古島市（宮古島）

### 交差する道路
- 沖縄県道78号平良城辺線（起点）
- 国道390号（終点）

## 歴史
- 1958年（昭和33年）に琉球政府道として指定。
- 1972年（昭和47年）5月15日の本土復帰で県道となった。